# والتر كونج
والتر كونج (بالإنجليزية: Walter Gong)‏ هو عسكري أمريكي، ولد في 1922، وتوفي في 16 مايو 2000.